# Drapeau de la Colombie
Le drapeau national de la république de Colombie, officiellement adopté en 1861, est un drapeau tricolore composé de trois bandes horizontales, de haut en bas jaune, bleu et rouge, qui sont devenues les couleurs nationales du pays. La bande jaune étant deux fois plus large que chacune des deux autres, elle fait donc la moitié de la hauteur du drapeau. Tout comme les armoiries de la Colombie et l'hymne national, il a le statut de symbole national.
Le drapeau de la Colombie trouve ses origines dans la composition tricolore créée en 1801 par le général vénézuélien Francisco de Miranda, précurseur de l'indépendance latino-américaine, qui a décrit dans son journal militaire l'utilisation des couleurs primaires pour un drapeau représentant les nations d'Amérique latine qui étaient alors dans un processus d'indépendance puis servant finalement de symbole à la Grande Colombie, dont faisaient aussi partie l'Équateur et le Venezuela de 1806 à 1830. Il représente l'Amérique (jaune) et l'Espagne (rouge), séparées par l'Océan atlantique (bleu).
Les couleurs du drapeau ont été adoptées de manière successive par le Congrès de la Grande Colombie le 17 décembre 1819 et par celui de la république de Nouvelle-Grenade le 9 mai 1834. Leur disposition actuelle été adoptée en manière définitive le 26 novembre 1861, et sa réglementation établie par les décrets 861 du 17 mai 1924 et 62 du 11 janvier 1934.
Dans la version colombienne, le jaune représente l'or, le bleu représente les deux océans qui baignent le littoral du pays et le rouge symbolise le sang qui a coulé pour la libération du pays. Une version populaire non officielle prétend que le jaune représente les richesses du pays, et le bleu et le rouge ceux qui se les partagent, c'est-à-dire les deux partis traditionnels colombiens ayant ces deux dernières couleurs pour symbole.
Le drapeau est utilisé en tant que symbole national par le Gouvernement et les institutions étatiques, avec différentes variantes dans sa confection selon l'utilisation qui lui est donnée par les corps diplomatiques, civils ou militaires.

## Description

### Conception et dimensions

Conception du drapeau colombien. Les chiffres en mètres (m) et centimètres (cm) correspondent aux dimensions officielles. Les mesures accompagnées d'un "X" correspondent aux proportions équivalentes à celles officielles en mètres.

Le drapeau national de la république de Colombie, de forme rectangulaire, est composé de trois bandes horizontales - jaune, bleue et rouge - agencées l'une en dessous de l'autre. Le ratio est de 2:1:1. Ainsi, la bande jaune occupe la moitié supérieure du drapeau, l'autre moitié étant composée de deux bandes bleue et rouge de largeurs égales.
Les dimensions du drapeau n'avaient pas été définies depuis son adoption en 1861. La résolution no 04235 de 1965 du Ministère de la défense établit finalement que la taille du drapeau national est de 2 mètres de large par 3 mètres de long, ou de dimension équivalente en gardant toujours la proportion 2:3.
Les institutions militaires ont défini d'autres dimensions, correspondant généralement aux proportions 2:3. Sa taille est, de façon usuelle, de 1,10 mètre de large pour 1,35 mètre de long. Les drapeaux utilisés lors des défilés peuvent avoir les mêmes dimensions que le drapeau de l'Armée nationale mais n'ont pas le droit d'avoir les armoiries de la Colombie affichés dessus.

### Symbolique des couleurs
La première description des couleurs du drapeau colombien ainsi que leur signification sont attribuées à Francisco Antonio Zea qui déclare lors de son discours au Congrès d'Angostura de 1819 durant lequel est créée la Grande Colombie, :
« Notre drapeau, symbole des libertés publiques, de l'Amérique rachetée, doit avoir trois bandes de couleurs différentes : tout d'abord, la jaune pour signifier aux peuples que nous voulons et aimons la fédération, puis le bleu, la couleur de la mer, pour démontrer aux despotes de l'Espagne que l'immensité de l'océan nous sépare de leur joug abominable et, enfin, le rouge afin de faire comprendre aux tyrans qu'avant d'accepter l'esclavage qu'ils nous ont imposé durant trois siècles, nous voulons les noyer dans notre propre sang, en leur jurant une guerre à mort au nom de l'humanité; au centre de l'écusson, nous mettrons l'image de notre condor andin, tout comme les Romains qui ont placé dans leurs drapeaux les aigles célèbres qui ont conquis le monde. »

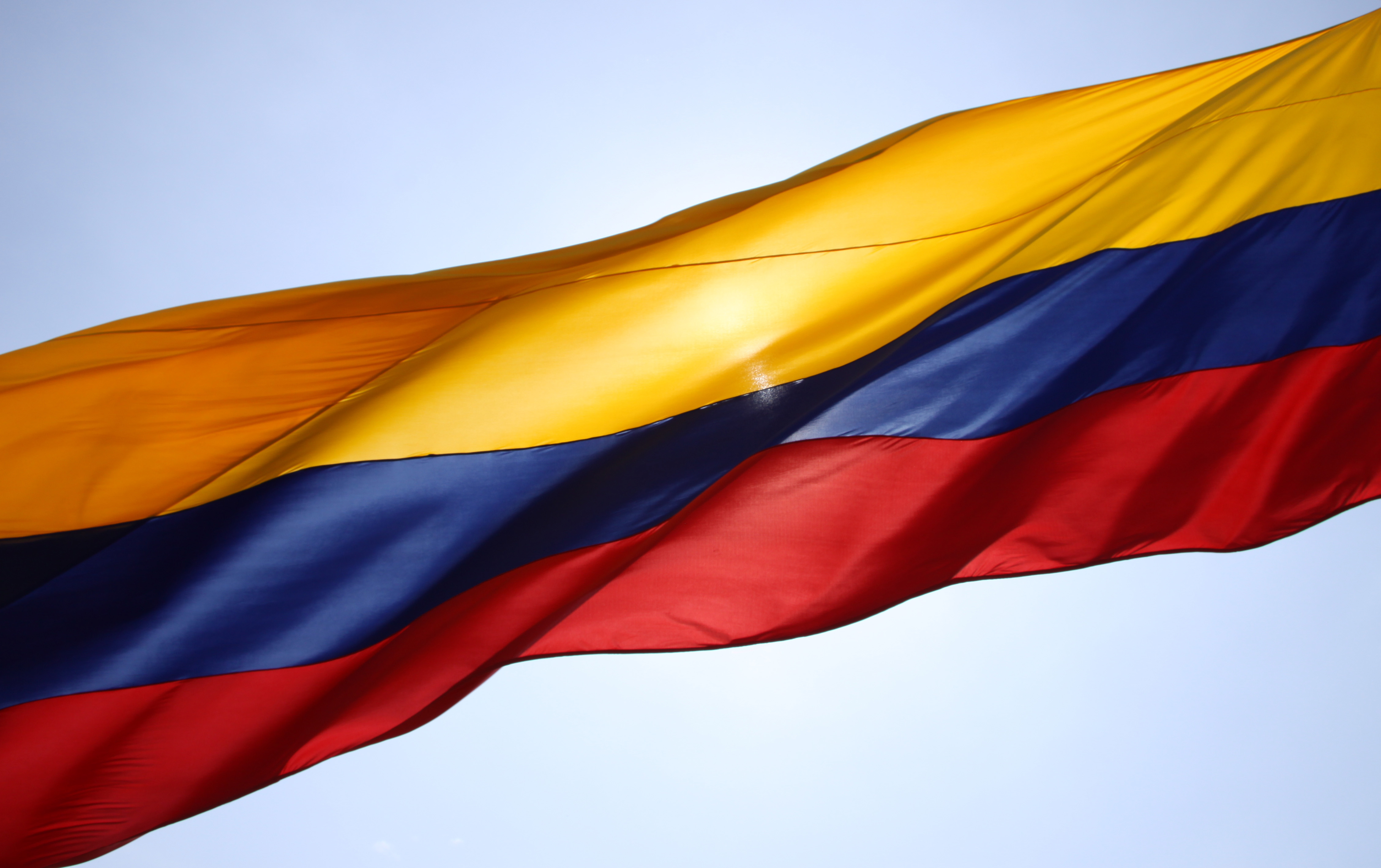
Drapeau de la Colombie.

Cette interprétation, faite durant la période turbulente de la révolution en Amérique latine, n'est plus d'actualité. Le drapeau auquel Zea se référait était celui que « Le Libérateur » Simón Bolívar arbora durant les campagnes de 1818 et 1819 lors de la guerre d'indépendance de la Colombie, drapeau qui deviendra par la suite le drapeau de la Grande Colombie puis de la république de Nouvelle-Grenade, les couleurs restant inchangées.
Dorénavant, selon l’interprétation moderne des couleurs :
- Le jaune: représente la richesse de la terre colombienne, comme le soleil, source de lumière, ainsi que la souveraineté, l'harmonie et la justice.
- Le bleu: représente le ciel qui couvre la Patrie, les fleuves et les deux océans qui bordent les côtes du pays.
- Le rouge: représente le sang versé sur les champs de bataille par les héros qui ont acquis la liberté de la Colombie, significative d'amour, de puissance de force et de progrès.

Les couleurs exactes du drapeau n'ont pas encore été établies par la loi. Toutefois, il est conseillé d'utiliser les codes de couleurs suivants qui sont approuvés par la Fédération internationale des associations vexillologiques:
| Scheme  | Jaune             | Bleu                | Rouge                |
| ------- | ----------------- | ------------------- | -------------------- |
| Pantone | 116               | 287                 | 186                  |
| RVB     | 252-209-22        | 0-56-147            | 206-17-38            |
| CMNJ    | C0-M17.1-Y91.3-K0 | C100-M61.9-Y0-K42.4 | C0-M91.7-Y81.6-K19.2 |
| HEX     | #FCD116           | #003893             | #CE1126              |

## Réglementation et utilisation
Le drapeau de la Colombie, tout comme les armoiries et l'hymne national, est réglementé par plusieurs décrets.

### Protocole

Protocole de mise en place du pavillon de la Colombie :
En haut : avec un autre drapeau ;
En bas : avec plusieurs drapeaux.

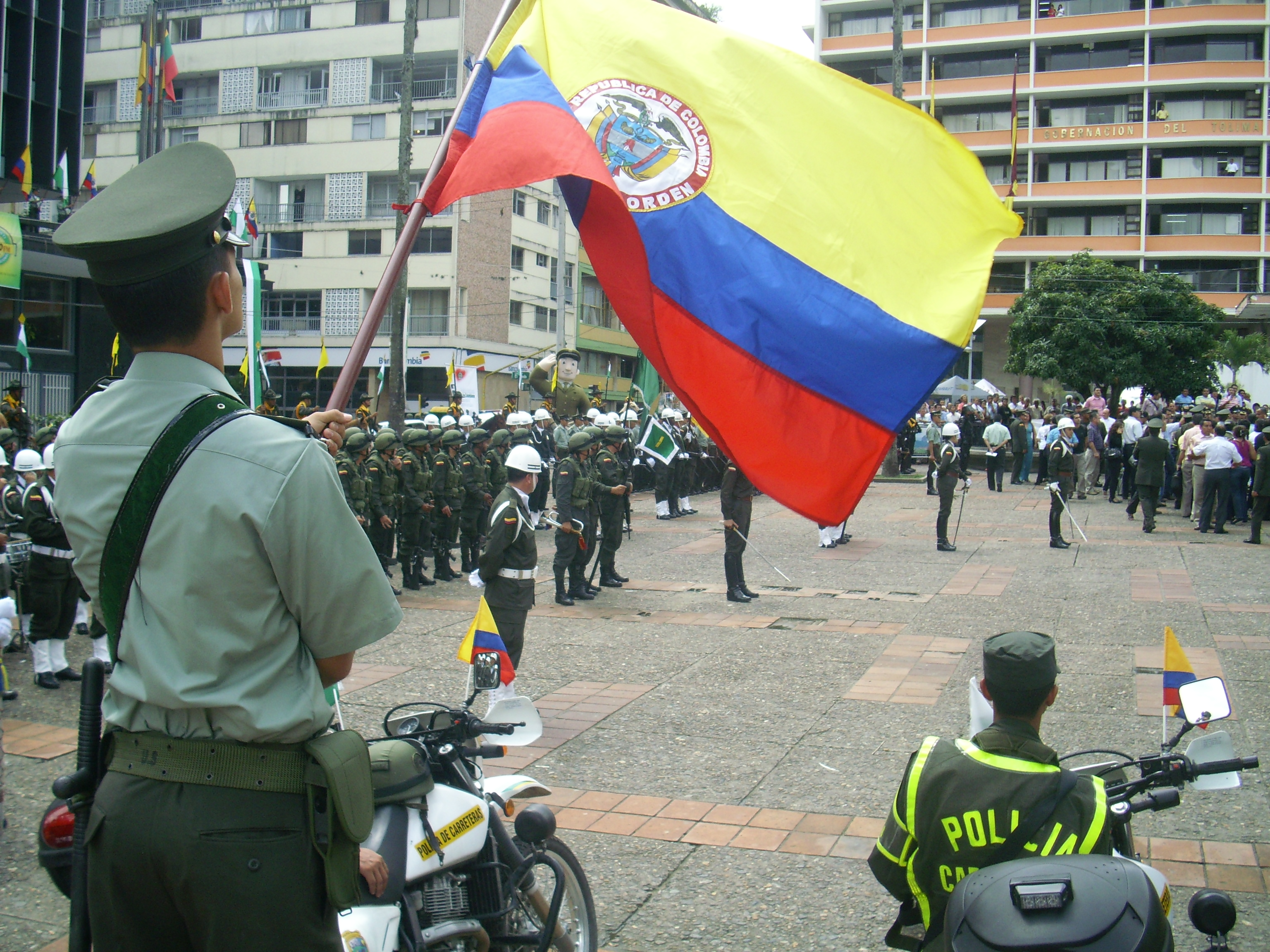
Drapeau de la Colombie lors d'une cérémonie de la police dans la ville d'Ibague.

Le protocole à suivre au moment de hisser et d'abaisser le drapeau, ainsi que lors d'évènements officiels, est régi par  le décret no 1967 du 15 août 1991, :
- Le drapeau doit être placé à la droite de la personne qui préside l'événement ;
- Il doit toujours être à hauteur physique nécessaire afin de ne jamais toucher le sol ;
- Il ne peut avoir des couleurs délavées ou être brisé ;
- Il doit être employé sous sa forme originale; on ne peut donc pas ajouter des ornements qui altéreraient sa représentativité ;
- Le drapeau national ne peut être présenté que de jour et exceptionnellement dans une ambiance lumineuse similaire afin de l'apprécier dans toute sa splendeur ;
- Le mât du drapeau se termine toujours de façon plate ou sphérique. Seuls les militaires doivent utiliser le mât en forme de pointe de lance ;
- La décision de mettre le drapeau de la Colombie en berne ne peut être donnée que par le ministère de la Défense ;
- Lorsque le drapeau national est hissé à côté d'un autre drapeau, il doit toujours être à droite ;
- Quand le drapeau colombien est intégré à un groupe de drapeaux d'autres pays, il est mis au centre, les autres étant placés en fonction de l'ordre alphabétique des noms en castillan des pays auxquels ils appartiennent. Le premier est placé à la droite du drapeau national, le deuxième à gauche, le troisième à la droite du premier, et ainsi de suite ;
- Toutes les bannières doivent être au même niveau ;
- Quand un groupe de drapeau est hissé ou abaissé, l'hymne national de chaque pays est exécuté, le drapeau colombien étant cependant hissé en premier et abaissé en dernier. Les autres drapeaux sont hissés ou abaissés simultanément seulement quand l'hymne national colombien est interprété ;
- Le pavillon peut être utilisé pour couvrir les cercueils des autorités civiles, ecclésiastiques et militaires, ainsi que celles des personnalités de renom.

Suivant l'article 1er du décret 1967 du 15 août 1991, le drapeau doit être présent sur tous les bâtiments officiels lors des fêtes du 20 juillet, 7 août, 12 octobre, 11 novembre et la fête du Sacré-Cœur.
Il doit être en berne et à mi-hauteur lors d'une période de deuil national.

### Jour du drapeau

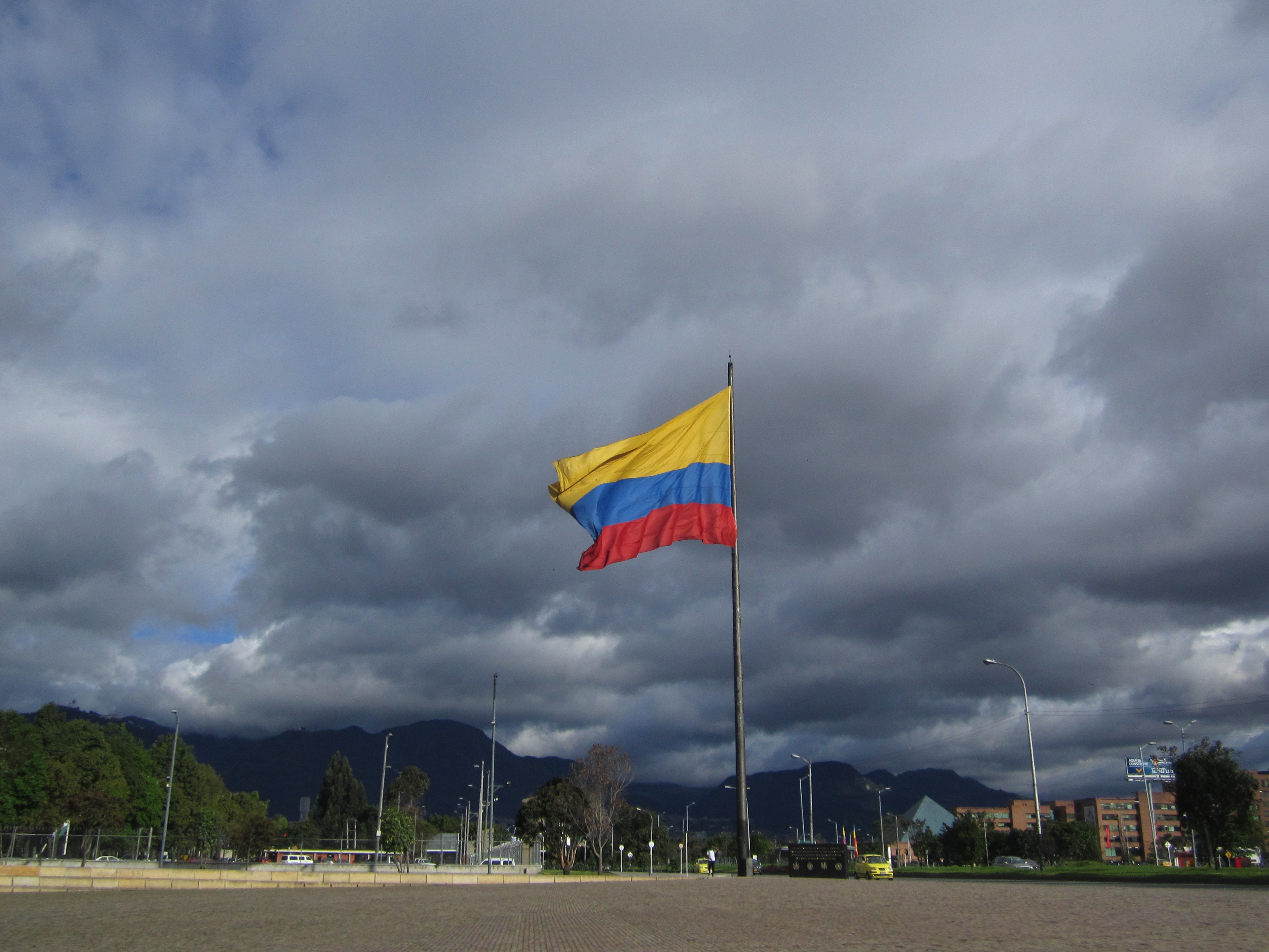
Drapeau colombien flottant à Bogotá.

Le « jour du drapeau » a été promulgué par la loi 28 de 1925, qui stipule qu'il doit avoir lieu le 7 août de chaque année afin de commémorer le 7 août 1819, date à laquelle les armées espagnoles et patriotes se sont affrontées lors de la  bataille de Boyacá, scellant le combat pour l'indépendance de la Colombie.

### Sanctions
L'ancien code pénal colombien (décret 100 de 1980) prévoit dans l'article 117 du premier chapitre que, quiconque insultant publiquement l'un des symboles nationaux de la Colombie (l'hymne, le drapeau ou les armoiries), commet un acte de trahison contre la Patrie et encourt une peine d'emprisonnement allant de six mois à deux ans.
Plus tard, avec l'adoption de la loi 599 de 2000, la peine de prison, qui est supprimée par l'article 461, est remplacée par une amende. Toutefois, la loi est déclarée inconstitutionnelle par la Cour constitutionnelle (en dehors de la loi et donc sans application) par le jugement C-575 de 2009,.
Par ailleurs, les autorités compétentes infligent des amendes allant de cinq à dix jours du salaire minimum légal aux personnes n'ayant pas hissé le drapeau de façon visible pour le public lors des jours indiqués par les décrets en vigueur. La sanction est la même pour ceux qui hissent un drapeau détérioré, aux couleurs déteintes ou dont la composition de sa forme originale a été modifiée.

## Histoire

### Origines du drapeau

Drapeau décrit par Francisco de Miranda dans son journal militaire et dans son œuvre Colombeia, en 1801.

La composition chromatique du drapeau de la Colombie est basée sur celui créé en 1801 par le général vénézuélien Francisco de Miranda, précurseur de l'indépendance latino-américaine. Le 12 mars 1806, il déploie ainsi pour la première fois un drapeau composé des trois couleurs primaires à bord de son brigantin Leandro lors de l'invasion manquée du port de Coro.
La disposition des couleurs dans l'ordre jaune, bleu et rouge est présenté en 1811 par Miranda, Lino de Clemente et José Sata y Bussy au Congrès du Venezuela pour qu'elle soit adoptée en tant qu'insigne nationale de ce pays. Il est dorénavant considéré comme le « drapeau mère » (« bandera madre ») car il est à l'origine des couleurs nationales de la Grande-Colombie puis des pays issus de sa scission, à savoir la Colombie, l'Équateur et le Venezuela.
Il existe plusieurs théories et légendes qui tentent d'expliquer les raisons pour lesquelles, dès 1801, Miranda a choisi les trois couleurs primaires pour son drapeau. Une des explications s'appuie sur une lettre qui décrit une conversation entre le général et le savant allemand Johann Wolfgang von Goethe sur son livre Théorie des couleurs (Teoria de los colores) lors d'une fête organisée à Weimar en 1785[réf. nécessaire] :

« Il m'a d'abord expliqué la manière dont l'arc-en-ciel transforme la lumière les trois couleurs primaires; après il m'a prouvé que le jaune est la couleur la plus jaune, noble et proche de la lumière, pourquoi le bleu est un mélange d'excitation et de sérénité, un éloignement qui évoque les ombres, et pourquoi le rouge est l'exaltation du jaune et du bleu, la synthèse, l'évanouissement de la lumière dans l'ombre.
Ce n'est pas que le monde ne soit fait que de jaunes, de bleus et de rouge mais c'est ainsi que nous, les êtres humains, le voyons à travers des combinaisons infinies de ces trois couleurs. [...]
Un pays part d'un nom et d'un drapeau et se convertir en eux, comme un homme qui accomplit un destin. »

— Francisco de Miranda
Selon une autre hypothèse, Miranda, après avoir vécu un an en Russie, se serait inspiré du drapeau de ce pays pour créer celui du Venezuela, substituant le blanc représentatif de la neige et du froid par le jaune chaleureux et tropical[réf. nécessaire]. Une autre version suggère que Miranda a adopté ces trois couleurs comme preuve de gratitude envers son amie, l'impératrice Catherine II de Russie, étant inspiré afin d'utiliser « le jaune pour sa blonde chevelure, le bleu pour la couleur de ses yeux et le rouge pour l'intensité de ses lèvres ».
Par ailleurs, une autre théorie déclare que son motif d'inspiration a pu être l'étendard de la Garde Citadine de Hambourg (Hamburger Bürgerwache) tandis qu'une autre suppose que les premières armoiries de Christophe Colomb qui arboraient les couleurs rouge, jaune et bleue ont servi de modèle au Général qui était un fervent admirateur du navigateur,.
La plus simple, et probablement la version la plus fiable, est celle qui dit que Miranda prit pour son pavillon les couleurs les plus visibles de l'arc-en-ciel. Selon plusieurs documents du Général tels que son journal militaire et son œuvre Colombeia, il comptait utiliser pour la Colombie (nom qu'il donna à l'Amérique latine) un drapeau dont les couleurs seraient dans l'ordre : le rouge, le jaune et le bleu qui sont les couleurs prédominantes de l'arc-en-ciel. L'idée d'utiliser ces couleurs pour le drapeau est également documentée dans le plan qu'il élabore en 1801 pour monter une armée destinée à libérer l'Amérique et qu'il présente au gouvernement britannique. Il y sollicita trois drapeaux dont les couleurs primaires étaient réparties en trois zones.
Cette description de tonalités, récurrente dans son œuvre personnelle comme les couleurs de l'arc arc-en-ciel, laisse à penser qu'il a utilisé un pavillon avec ces caractéristiques à un moment donné. Toutefois, et ce malgré ce qu'il a écrit, l'ordre des couleurs a été changé par lui-même de manière inexplicable: jaune, bleu et rouge. Il n'y a pas certitude sur la raison ou le moment où s'est produit ce changement, mais il est certain que cette disposition est celle qui fut adoptée par le Venezuela en 1811 et que la Grande Colombie en a ensuite héritée.

### Premier drapeau national
Entre 1810 et 1812, les provinces qui souhaitaient l'émancipation de l'empire colonial espagnol s'unissent pour former la première république de l'histoire nationale de la Colombie, appelée officiellement Provinces-Unies de Nouvelle-Grenade et dont la capitale est Tunja, l'actuel chef-lieu du département de Boyacá. La formation de cet État crée un choc idéologique avec les centralistes qui ont formé l'État libre de Cundinamarca, avec Santa Fe de Bogota pour capitale. Rapidement, le mode de gouvernement de la Nouvelle-Grenade devient un sujet de désaccord et deux guerres s'ensuivent : l'une à la fin de 1812 et l'autre en 1814. La première guerre se termine sans vainqueur ni vaincu. Cela n'empêche pas le Cundinamarca d'organiser une expédition contre Popayán et Pasto, deux villes royalistes. L'expédition échoue et le président du Cundinamarca, Antonio Nariño, est fait prisonnier. Profitant de l'affaiblissement du Cundinamarca, le gouvernement des Provinces-Unies lui envoie une armée dirigée par Simón Bolívar, qui a fui le Venezuela pour la seconde fois après la chute de la Deuxième République du Venezuela. En décembre 1814, Bolívar contraint le Cundinamarca à se joindre aux Provinces-Unies. Cette période de troubles est appelée en Colombie la Patria Boba.
Une fois la stabilité retrouvée, les représentants de chaque région formant la fédération se réunissent en Congrès pour convenir de divers sujets d'intérêt national, parmi lesquels la fixation des emblèmes nationaux. Durant ce congrès, les Provinces-Unies adoptent comme pavillon celui qu'avait utilisé la ville de Carthagène des Indes en 1811, qui peut être considéré comme le premier drapeau national.

« Ley del 26 de abril de 1814

El Congreso de las Provincias Unidas de la Nueva Granada [...] decreta:
Que adopta, provisionalmente, como de la Unión, según lo ha solicitado el gobierno de Cartagena, el pabellón que se usa actualmente en aquel puerto, formada por tres cuadrilongos concéntricos; el primero, exterior, encarnado, el segundo amarillo y el tercero verde, con una estrella de ocho puntas o radios en el centro. »

Ce pavillon est remplacé le 14 juillet 1815 par un drapeau à trois bandes horizontales de même hauteur reprenant les mêmes couleurs, la bande supérieure jaune, la bande centrale verte et la bande inférieure rouge. Cette disposition est issue de la loi adoptée ce jour-là, qui réglemente et donne une description complète des armoiries nationales d'alors, qui mentionne dans une de ses sections :

« Envuelto todo en tres bandas de oro, sinople y gules, que son los colores de la bandera y pabellón nacional. »

Il n'est pas certain que cette loi ait abouti à ce changement de drapeau, mais il est possible qu'une version à trois bandes horizontales fut celle que portèrent les troupes néogrenadines du général Francisco de Paula Santander, durant les batailles du Pantano de Vargas et du Pont de Boyacá en 1819.
De nombreux historiens s'accordent sur le fait que le pavillon rectangulaire avait déjà été utilisé par Bolívar durant la Campagne Admirable de 1813. Ceci s'appuie sur le fait que lorsque Bolívar arrive à Cúcuta à la fin de l'année 1812, il connaissait le colonel carthaginois José María del Castillo y Rada. Comme les troupes manquaient d'insignes, le colonel avait proposé d'utiliser celle de sa patrie ; Bolívar accepta et ce fut donc cet emblème qu'utilisèrent les troupes indépendantistes durant la campagne pour libérer le Venezuela des forces espagnoles. Comme preuve de ce fait, on peut lire une lettre du Libertador au président Rodríguez Torices, datée de mai 1814, où il est écrit :

« Vuestra Excelencia, Director de los destinos de la patria en la carrera de la libertad, la mantiene bajo el Imperio de las leyes y al mismo tiempo que la hace respetar de los enemigos externos y hace ir el Pabellón de Cartagena a todos los mares americanos a apresar el Pabellón Español. »

Premier drapeau des Provinces-Unies de Nouvelle-Grenade, en vigueur entre le 26 avril 1814 et le 14 juillet 1815[14].
Second drapeau des Provinces-Unies de Nouvelle-Grenade, utilisé entre le 14 juillet 1815 et par intermittence jusqu'en 1819[14].

### Drapeau de la Grande Colombie
Bien que la Vice-royauté de Nouvelle-Grenade ait utilisé le drapeau de Carthagène comme drapeau national de façon officielle, celui-ci a été remplacé par celui que Francisco de Miranda présenta en 1811 après la formation de la Grande Colombie à la suite de la jonction avec le Venezuela. La cause primordiale de son adoption découle du fait que le drapeau tricolore vénézuélien a été le porté par le Libérateur Simón Bolívar durant la campagne libératrice, qui ondoyait déjà avec le néo-grenadin dès 1813 lors de diverses expéditions et batailles. Bolivar le présenta alors au Congrès de la République et il est adopté en tant que drapeau national à travers la Loi fondamentale de la République votée le 17 décembre 1819 et ratifiée par le Congrès National le 12 juillet 1821. Une autre raison est la similitude entre les drapeaux vénézuélien et néo-grenadin : en plus des proportions, ils différaient seulement par la couleur de leur bande centrale.
Les drapeaux utilisés durant la période de la Grande Colombie étaient similaires à ceux utilisées actuellement par la Colombie, avec la différence que le bleu était plus céleste et la bande rouge était, dans quelques versions, beaucoup plus étroite. Mais comme il n'existait pas de décret qui donnât une claire définition des dimensions et des couleurs exactes du drapeau, les modèles existants pouvaient être différents.

1er drapeau de la Grande Colombie entre 1819 et 1820.
2e drapeau de la Grande Colombie entre 1820 et 1821.
3e drapeau de la Grande Colombie entre 1821 et 1830.

### Drapeau de larépublique de Nouvelle-Grenade

Drapeau de la république de Nouvelle-Grenade, en usage entre 1831 et 1834.
Drapeau de la république de Nouvelle-Grenade, en usage entre 1834 et 1858.

### Drapeau de laConfédération grenadine

Drapeau de la Confédération grenadine, en usage entre 1858 et 1861
Pavillon de guerre
Drapeau civil

### Drapeau desÉtats-Unis de Colombie
Le 26 juillet 1861, le général Tomás Cipriano de Mosquera décide de changer le nom du pays en États-Unis de Nouvelle-Grenade (espagnol : Estados Unidos de la Nueva Granada). Un de ses premiers décrets consiste à lui donner un nouveau drapeau. Celui-ci reprend le drapeau utilisé par la république de Nouvelle-Grenade mais avec neuf étoiles blanches au centre représentant les neuf États souverains composant la fédération.
Le 20 septembre 1861 le nom du pays est à nouveau changé pour celui d'États-Unis de Colombie (espagnol : Estados Unidos de Colombia). Les symboles du pays sont à nouveau modifiés. Les drapeaux de la république de Nouvelle-Grenade, de la Confédération grenadine et des États-Unis de Nouvelle-Grenade sont abolis le 26 novembre 1861. Tomás Cipriano de Mosquera, président provisoire de la fédération, signe le décret du 26 novembre 1861 par lequel les bandes du drapeau national redeviennent horizontales.

Drapeau adopté par Tomás Cipriano de Mosquera, officiel entre juillet et novembre 1861.
Drapeau marchand des États-Unis de Colombie, en usage entre 1861 et 1890.
Pavillon de guerre des États-Unis de Colombie, en usage entre 1861 et 1890.

## Autres drapeaux

### Pavillons de guerre

Drapeau des forces armées colombiennes.
Pavillon de guerre de l'Armada nationale colombienne.

### Autres

Pavillon de la marine marchande colombienne.
Drapeau présidentiel.